# Indication géographique protégée de la république populaire de Chine
L'indication géographique protégée de la république populaire de Chine (IGPRPC), est le système chinois d'Indication géographique protégée, équivalent à l'IGP européenne. Depuis sa création en 1999 jusqu'au 30 juin 2006, 222 produits ont été labellisés « IGPRPC ».